# Elisabethinsel (Antarktika)
Die Elisabethinsel ist eine Insel im Wilhelm-Archipel westlich der Antarktischen Halbinsel. Sie gehört zur Gruppe der Dannebrog-Inseln.
Deutsche Wissenschaftler benannten sie als Ergebnis einer Antarktisreise im Südsommer 1893/94.